# 뉴욕 연방준비은행
뉴욕 연방 준비 은행(뉴욕聯邦準備銀行, Federal Reserve Bank of New York)은 미국의 연방 준비 은행 중 하나이다. 연방 준비 제도의 제 2지구를 관할하고 있으며, 뉴욕 로어맨해튼에 위치하고 있다. 연방 준비 은행 중 가장 중요한 역할을 담당하고 있다. 현재 총재는 윌리엄 C. 더들리이다.

## 같이 보기
- 뉴욕의 경제